# Milva (album 1967)
Milva è un album della cantante italiana omonima, pubblicato dall'etichetta discografica Ricordi nel 1967.
In 9 dei 12 brani l'orchestra è diretta da Mariano Detto, nei rimanenti da Iller Pattacini, che compare anche come autore, insieme, tra gli altri, a Mogol, Domenico Modugno e Luigi Tenco.
Dal disco vengono tratti i singoli Uno come noi/Tamburino, ciao, il cui brano principale fu presentato al Festival di Sanremo in abbinamento con i Los Bravos, venendo eliminato dopo la prima doppia esecuzione, e Dipingi un mondo per me/Io non so cos'è.

## Tracce

### Lato A
1. Little Man
2. Io di notte
3. Tamburino, ciao
4. Vivere non vivere
5. Uno come noi
6. Giovane amore

### Lato B
1. Dipingi un mondo per me
2. Io non so cos'è
3. Le stagioni dell'amore
4. Uno dei tanti
5. Segui il vento
6. Ho capito che ti amo